# Mioxena
Mioxena is een geslacht van spinnen uit de familie hangmatspinnen (Linyphiidae).

## Soorten
De volgende soorten zijn bij het geslacht ingedeeld:
- Mioxena blanda (Simon, 1884)
- Mioxena celisi Holm, 1968
- Mioxena longispinosa Miller, 1970